# 亚历克斯·弗拉尔
亚历克斯·弗拉尔（荷蘭語：Alex Vlaar，1996年7月31日—），保加利亞男子羽毛球運動員，之前曾代表荷蘭參加青年和成人級別國際賽事。

## 簡歷
2014年，亚历克斯·弗拉尔代表荷蘭參加世界青年羽毛球錦標賽和青年奧林匹克運動會。
及至2016年，弗拉尔改為代表保加利亞參加國際賽事，曾入選國家隊出戰在俄羅斯喀山舉行的2016年歐洲男子羽毛球團體錦標賽，並先後在克羅地亞國際賽和立陶宛國際賽，拿得混雙和男雙亞軍。

## 主要比賽成績
只列出曾進入準決賽的國際賽事成績：
| 年份   | 賽事                       | 公開賽級別 | 項目     | 拍檔                | 成績   |
| ------ | -------------------------- | ---------- | -------- | ------------------- | ------ |
| 2016年 | 克羅地亞羽毛球國際賽       | 未來系列賽 | 混合雙打 | 玛丽亚·米特索娃     | 亞軍   |
| 2016年 | 保加利亞羽毛球公開賽       | 國際系列賽 | 男子雙打 | 菲利普·希肖夫       | 亞軍   |
| 2017年 | 克羅地亞羽毛球國際賽       | 未來系列賽 | 男子單打 | －                  | 準決賽 |
| 2017年 | 保加利亞羽毛球公開賽       | 國際系列賽 | 混合雙打 | 伊里斯·塔博林       | 冠軍   |
| 2017年 | 保加利亞羽毛球國際賽       | 未來系列賽 | 男子單打 | －                  | 準決賽 |
| 2017年 | 愛爾蘭羽毛球公開賽         | 國際系列賽 | 混合雙打 | 伊里斯·塔博林       | 準決賽 |
| 2018年 | 保加利亞羽毛球公開賽       | 國際系列賽 | 混合雙打 | 玛丽亚·米特索娃     | 冠軍   |
| 2018年 | 保加利亞羽毛球國際賽       | 未來系列賽 | 男子雙打 | 伊万·鲁塞夫         | 亞軍   |
| 2018年 | 保加利亞羽毛球國際賽       | 未來系列賽 | 混合雙打 | 玛丽亚·米特索娃     | 冠軍   |
| 2018年 | 愛爾蘭羽毛球公開賽         | 國際系列賽 | 男子雙打 | 迪米塔尔·亚纳奇耶夫 | 準決賽 |
| 2018年 | 土耳其羽毛球國際賽         | 國際系列賽 | 混合雙打 | 玛丽亚·米特索娃     | 準決賽 |
| 2019年 | 愛沙尼亞羽毛球國際賽       | 國際系列賽 | 男子雙打 | 迪米塔爾·亞納奇耶夫 | 準決賽 |
| 2019年 | 葡萄牙羽毛球國際賽         | 國際系列賽 | 混合雙打 | 玛丽亚·米特索娃     | 亞軍   |
| 2019年 | 希臘羽毛球國際賽           | 未來系列賽 | 混合雙打 | 玛丽亚·米特索娃     | 冠軍   |
| 2019年 | 土耳其羽毛球公開賽         | 國際系列賽 | 男子雙打 | 佩約·博伊奇諾夫     | 準決賽 |
| 2021年 | 斯洛文尼亞羽毛球未來系列賽 | 未來系列賽 | 男子雙打 | Noah Haase          | 準決賽 |
| 2022年 | 西班牙羽毛球國際賽         | 未來系列賽 | 男子雙打 | Noah Haase          | 冠軍   |
| 2022年 | 斯洛文尼亞羽毛球未來系列賽 | 未來系列賽 | 男子雙打 | Dennis Koppen       | 準決賽 |
| 2023年 | 荷蘭羽毛球國際賽           | 國際系列賽 | 男子雙打 | Dennis Koppen       | 準決賽 |

| 2007-2017年 | 首要超級賽 | 超級賽 | 黃金大獎賽 | 大獎賽 | 國際挑戰賽 | 國際系列賽 | 未來系列賽 | 其他 |

| 2018-2026年 | 總決賽 | 超級1000賽 | 超級750賽 | 超級500賽 | 超級300賽 | 超級100賽 | 國際挑戰賽 | 國際系列賽 | 未來系列賽 | 其他 |

## 外部連結
- 亚历克斯·弗拉尔的Facebook專頁